# Garcinia comptonii
Garcinia comptonii är en tvåhjärtbladig växtart som beskrevs av E. G. Baker. Garcinia comptonii ingår i släktet Garcinia och familjen Clusiaceae. Inga underarter finns listade i Catalogue of Life.